# Referendo constitucional no Haiti em 1971
O referendo de 1971 no Haiti foi realizado em 30 de janeiro de 1971, organizado pelo ditador François Duvalier, com o objetivo dos haitianos decidirem se o seu filho, Jean-Claude, deveria sucedê-lo como presidente. Com problemas cardiovasculares, Duvalier quis legitimar a sua sucessão fazendo de seu filho um herdeiro político.
Antes do referendo, o parlamento haitiano havia votado a favor da redução do limite de idade para se tornar presidente de 40 para 20 anos, além de decretar que Jean-Claude Duvalier não tinha 19 anos e sim 21 anos, o que lhe permitiria para suceder seu pai.

## Convocação e resultados
O referendo fez aos haitianos a seguinte pergunta:
"Cidadão Doutor François Duvalier . . . escolheu o Cidadão Jean-Claude Duvalier para sucedê-lo na Presidência Vitalícia da República. Esta escolha responde às suas aspirações e aos seus desejos? Você o ratifica?"
De aproximadamente 4,7 milhões de habitantes, 2.391.916 eleitores votaram no referendo. Se informou que o referendo foi aprovado por 100% dos votantes, sem votos contra oficialmente reconhecidos.
| Resposta | % de votos |
| -------- | ---------- |
| Sim      | 100.0%     |
| Não      | 0.0%       |